# فرودگاه سینت‌آنه‌دسامنتس
فرودگاه سینت‌آنه‌دسامنتس (به انگلیسی: Sainte-Anne-des-Monts Aerodrome) یک فرودگاه همگانی است که یک باند فرود آسفالت دارد و طول باند آن ۱۲۰۵ متر است. این فرودگاه در شهر سنت آنه دس مونتس، کبک کشور کانادا قرار دارد و در ارتفاع ۲۲ متری از سطح دریا واقع شده است.